# Запад (САЩ)
Вижте пояснителната страница за други значения на Запад.
Западът (на английски: The West), също Западни съединени щати, е регионът на най-западните щати в САЩ.

## Щати
- Айдахо
- Аляска
- Вашингтон
- Калифорния
- Колорадо
- Монтана
- Невада
- Орегон
- Уайоминг
- Хаваи
- Юта